# Apamea pluviosa
Apamea pluviosa är en fjärilsart som beskrevs av Walker 1865. Apamea pluviosa ingår i släktet Apamea och familjen nattflyn. Inga underarter finns listade i Catalogue of Life.